# Bódvaszilas, Borsod-Abaúj-Zemplén
Bódvaszilas este un sat în districtul Edelény, județul Borsod-Abaúj-Zemplén, Ungaria, având o populație de 1.174 de locuitori (2011). 

## Demografie
Componența etnică a satului Bódvaszilas
     Maghiari (87,95%)
     Romi (10,14%)
     Germani (1,9%)
Componența confesională a satului Bódvaszilas
     Romano-catolici (50,17%)
     Reformați (22,32%)
     Greco-catolici (5,96%)
     Necunoscută (20,95%)
     Fără religie (0,6%)
     Alte religii (1,28%)
Conform recensământului din 2011, satul Bódvaszilas avea 1.174 de locuitori. Din punct de vedere etnic, majoritatea locuitorilor (87,95%) erau maghiari, existând și minorități de romi (10,14%) și germani (1,9%).  Din punct de vedere confesional, majoritatea locuitorilor (50,17%) erau romano-catolici, existând și minorități de reformați (22,32%) și greco-catolici (5,96%). Pentru 20,95% din locuitori nu este cunoscută apartenența confesională.